# Platinum Edition
Platinum Edition (en español: Edición platino) es un álbum recopilatorio de la banda alemana de heavy metal Axxis y fue publicado en 2004 por Massacre Records en formato de disco compacto.
Este compilado se compone de tres discos, los cuales numeran todas los temas del álbum Back to the Kingdom, el EP Collection of Power y de Eyes of Darkness, lanzados entre 2000 y 2001 por la discográfica antes mencionada.

## Lista de canciones
Todas las canciones fueron escritas por Berhnard Weiss y Harry Oellers, excepto donde se indique lo contrario.

### Disco uno:Back to the Kingdom
| Side one |                                      |                                           |          |  |
| N.º      | Título                               | Escritor(es)                              | Duración |  |
| 1.       | «Shadowman»                          |                                           | 4:33     |  |
| 2.       | «Like a Sphinx»                      |                                           | 4:08     |  |
| 3.       | «Flashback Radio»                    |                                           | 3:54     |  |
| 4.       | «Heaven in Black»                    |                                           | 3:40     |  |
| 5.       | «Only God Knows»                     |                                           | 4:01     |  |
| 6.       | «Sea of Love»                        |                                           | 3:50     |  |
| 7.       | «White Lights»                       |                                           | 3:35     |  |
| 8.       | «Why Not?!»                          |                                           | 2:59     |  |
| 9.       | «My Little Princess»                 |                                           | 3:28     |  |
| 10.      | «Without You»                        |                                           | 3:59     |  |
| 11.      | «Ice on Fire»                        |                                           | 3:36     |  |
| 12.      | «Na, Na, Hey, Hey, Kiss Him Goodbye» | Dale Frashuer / Gary De Carlo / Paul Leka | 3:42     |  |

### Disco dos:Collection of Power
| Lado A |                                      |                                                 |          |  |
| N.º    | Título                               | Escritor(es)                                    | Duración |  |
| 1.     | «Shadowman» (en vivo)                |                                                 | 4:11     |  |
| 2.     | «Flashback Radio» (en vivo)          |                                                 | 4:28     |  |
| 3.     | «Little War» (en vivo)               | Bernhard Weiss / Harry Oellers / Walter Pietsch | 4:01     |  |
| 4.     | «Kings Made of Steel» (en vivo)      | Bernhard Weiss / Walter Pietsch                 | 4:21     |  |
| 5.     | «Julia» (versión acústica)           | Bernhard Weiss                                  | 3:16     |  |
| 6.     | «Heaven in Black» (versión acústica) |                                                 | 3:40     |  |
| 7.     | «Moonlight» (versión de estudio)     | Bernhard Weiss                                  | 4:50     |  |

### Disco tres:Eyes of Darkness
| Side one |                                                    |                                                    |          |  |
| N.º      | Título                                             | Escritor(es)                                       | Duración |  |
| 1.       | «Eyes of Darkness»                                 |                                                    | 6:44     |  |
| 2.       | «Wonderland»                                       |                                                    | 3:08     |  |
| 3.       | «The Four Horsemen» (versión de Aphrodite's Child) | Costas Ferris / Vangelis Papathanassiou            | 5:09     |  |
| 4.       | «Brand New World»                                  |                                                    | 3:19     |  |
| 5.       | «When the Sun Goes Down»                           |                                                    | 4:10     |  |
| 6.       | «Shadows of the Night»                             |                                                    | 4:34     |  |
| 7.       | «Keep Flying»                                      |                                                    | 4:12     |  |
| 8.       | «Battlefield of Life»                              |                                                    | 3:43     |  |
| 9.       | «One Million Faces»                                |                                                    | 3:25     |  |
| 10.      | «At the Crack of Dawn»                             |                                                    | 4:38     |  |
| 11.      | «Angel»                                            |                                                    | 4:17     |  |
| 12.      | «Larger than Life»                                 |                                                    | 4:05     |  |
| 13.      | «Lost in Love» (versión acústica y orquestal)      | Berhnard Weiss / Harry Oellers / Richard Michalski | 4:05     |  |

## Créditos

### Axxis
- Bernhard Weiss — voz principal y guitarra
- Harry Oellers — guitarra, teclados y coros
- Guido Wehmeyer — guitarra y coros
- Kuno Newmeyer — bajo
- Richard Michalski — batería

### Músicos invitados

#### Disco uno:Back to the Kingdom
- Jürgen Burke — armónica (en la canción «Only God Knows»)
- Jenny Jenken — coros (en la canción «Sea of Love»)
- Christie & Betty — coros (en las canciones «My Little Princess» y «Na, Na, Hey, Hey, Kiss Him Goodbye»)

#### Disco tres:Eyes of Darkness
- Mark Rossmann — narrador (en la canción «Eyes of Darkness»)
- Jenny Jenken — coros
- Greta — coros

### Personal técnico y de arte

#### Disco uno:Back to the Kingdom
- Bernhard Weiss — productor
- Harry Oellers — productor
- Jürgen Lusky — masterización
- Max Volume — mezclador
- Dirk Schwiegelshon — trabajo de arte, portada y diseño
- M. Labus — trabajo de arte de portada
- Claus Geiss — fotógrafo

#### Disco tres:Eyes of Darkness
- Bernhard Weiss — productor
- Harry Oellers — productor
- Max Volume — mezclador
- Michael Schwabe — mezclador y masterizador
- Urs Meyer — trabajo de arte y diseño
- Swen Siewert — fotógrafo